# Thomas Lydiat
 (octobre 2020).
Thomas Lydiat est un mathématicien anglais, né à Alkerton (comté d’Oxford) en 1572 et mort en 1646. 
Il entra dans les ordres, s’adonna particulièrement à l’étude de l’astronomie et des mathématiques, qu’il enseigna pendant quelque temps, puis devint chronologiste et cosmographe du prince Henry, fils aîné de Jacques Ier. En 1609, il alla professer au collège de Dublin, puis devint recteur à Alkerton. 
Très attaché à la cause de Charles Ier, il eut, pendant la guerre civile, beaucoup à souffrir des troupes du parlement, qui le firent à deux reprises prisonnier. Il mourut dans la misère. 

## Œuvres
On lui doit de nombreux ouvrages, dont les principaux sont : 
- Tractutus de variis annorum formis (Londres, 1605);
- Prælectio astronomica de natura cœli (Londres, 1607);
- Emendatio temporum ab initio mundi huc usque (Londres, 1609) ;
- De anni solaris mensura (Londres, 1620) ;
- Canones chronologici (Oxford, 1675), etc.

## Source
« Thomas Lydiat », dans Pierre Larousse, Grand dictionnaire universel du XIXe siècle, Paris, Administration du grand dictionnaire universel, 15 vol., 1863-1890 [détail des éditions].